# Vil, Má
Vil, Má é um documentário de 2020 dirigido por Gustavo Vinagre.

## Sinopse
No documentário, Gustavo Vinagre entrevista a escritora e dominatrix Wilma Azevedo, que narra sua vida, especialmente durante os anos 70 e 80, e conta anedotas eróticas. Seus contos são narrados por seu alter ego Edivina Ribeiro, interpretada por Juliane Elting, que não tem o português como língua materna.

## Crítica
Bruno Carmelo, do Papo de Cinema, evidenciou a dinâmica entre o controle cinematográfico e o controle sexual entre Azevedo e Vinagre. Carmelo definiu a edição como "curiosíssima", porém afirmou que a narradora dos contos eróticos, Juliane Elting, é subaproveitada na trama. Também criticou o documentário por ser "acanhado" em questões metalinguísticas e na representação do sexo. A média das notas do site foi 5,76 de 10.
Luiz Santiago do Plano Crítico elogia o documentário pelo jogo entre Wilma e Edivina, que "[transmite] ao público um pouco do processo de condução do erotismo a partir de pontos de vista bem diferentes", porém critica a falta de elo sobre a temática de uma mulher escrevendo sobre erotismo durante a Ditadura Militar. O site deu a nota 3 de 5, o classificando como "bom".
Enoe Lopes Pontes, do Coisa de Cinéfilo, classificou os recursos visuais usados como "simples", porém que o filme entrega a imersão na história de Wilma, mas que este foco excessivo pode tornar a exibição cansativa. "[a] falta de respiro dilui a força em alguns momentos". Ele conclui dizendo que "[a]inda que apresente quedas e pouca engenhosidade, descobrir mais sobre Edivina Ribeiro e procurar desvendar onde está a fantasia e a realidade na obra cativam e encantam o público", dando a nota 3,5 de 5.

## Festivais
- Sicilia Queer (2020)[7]
- Festival Internacional de Cinema de Berlim (2020)[8]
- Cinéma du Réel (2020)[9]
- Festival Internacional do Novo Cinema Latino-Americano de Havana (2020)[9]
- Queer Lisboa (2020)[9]
- CineBH (2020)[1]
- Gender Border Film Festival (2020)[1]
- Festival Internacional de Documentário de Santiago (2020)[1]
- Black Canvas Festival (2020)[1]
- TLVFest (2020)[1]
- Festival Mix Brasil (2020)[10]
- Festival do Rio (2021)[11]
- Panorama Internacional Coisa de Cinema (2021)[12]
- Festival Internacional del Nuevo Cine Latinoamericano (2021)[1]
- Festival Internacional de Cinema de Bogotá (2021)[1]

## Prêmios

### XVI Panorama Internacional Coisa de Cinema - Competitiva Nacional
- Melhor longa-metragem[13]